# Back to My Roots
Back to My Roots är en låt framförd av Jay Smith i Melodifestivalen 2024. Låten, som deltog i den femte deltävlingen, gick via finalkvalet till final.
Låten är skriven av Jonas Jurström, Jonathan Keyes, Maria Jane Smith, Victor Thell och artisten själv.